# Pallare
Pallare est une commune italienne de moins de 1 000 habitants située dans la province de Savone, dans la région Ligurie, dans le Nord-Ouest de l'Italie.

## Administration
| Période                                  | Période | Identité | Étiquette | Qualité |
| ---------------------------------------- | ------- | -------- | --------- | ------- |
|                                          |         |          |           |         |
| Les données manquantes sont à compléter. |         |          |           |         |

### Hameaux
Cabitti, Mallarini, Culazzi, Bricco, Martelloni, Cirioni, Momartino, Oliva.

### Communes limitrophes
Bormida, Carcare, Mallare, Millesimo, Osiglia, Plodio.